# احمد احمدی (پزشک)
احمد احمدی (۱۲۶۶ – ۱۳۲۳) معروف به پزشک احمدی، پرستار و پزشک تجربی ایرانی در زمان حکومت رضاشاه بود که در دوره‌ای به‌عنوان پزشک زندان قصر فعالیت می‌کرد. پس از تبعید رضاشاه، احمدی به اتهام دست داشتن در قتل چند زندانی سیاسی همچون صولت‌الدوله قشقایی، عبدالحسین تیمورتاش، جعفرقلی‌خان سردار اسعد و محمد فرخی یزدی، محاکمه و اعدام شد.

## زندگی و کار
احمدی در سال ۱۲۶۶ در تبریز زاده شد. او در نوجوانی به کار فروش دارو مشغول بود. در حدود سال ۱۳۰۷ در بیمارستان احمدی تهران که بعدها بیمارستان سپه نامیده شد، از بیماران پرستاری می‌کرد. او با مشاهدهٔ اعمال پزشکان تلاش کرد به‌طور تجربی امور پزشکی را فراگیرد. پس از فراگیری تجربی، در بسیاری از سخت‌ترین عمل‌ها حاضر شد.
احمدی همچنین در مشهد، داروخانه‌ای دایر کرده بود. او در داروسازی نیز به شکل تجربی مهارت داشت. پس از آن، به تهران نقل مکان کرد.
احمدی در سال ۱۳۱۰ وارد یکی از مهم‌ترین ادارات مرکز شد. البته معلوم نیست به چه علت و معرفی چه کسی. به ظاهر می‌گفتند طبیب مخصوص شهربانی است و تنها رئیس کل آن اداره. شاید چند نفر مأمور عالی‌رتبه، از کارهای او خبر داشتند و اشخاص دیگری سر از کار او درنمی‌آوردند. شایع بود که وی در دل شب سر کار حاضر می‌شد و با آمپول‌های مخصوص خود (آمپول آب داغ و آمپول هوا) بیماران را می‌کشت.
او با عنوان پزشک مجاز احمدی، با همراهی پزشک هاشمی مدتی نیز در زندان قصر فعالیت می‌کرد. افراد گروه پنجاه و سه نفر به وی لقب «موش» داده بودند و معتقد بودند که او ابله بوده و زود فریفته می‌شود.
در شهریور ۱۳۲۰ که نیروهای متفقین ایران را اشغال کردند، وی به کشور عراق گریخت ولی به وسیله مأموران عراقی و با پیگیری‌ها و ممارست‌های ایران تیمورتاش که به خون‌خواهی پدرش، عبدالحسین تیمورتاش؛ وزیر دربار رضاشاه، به دنبال او به عراق رفته بود، دستگیر و به مقامات ایران تحویل شد.

## محاکمه
پس از چندی در حالی که آمرین اصلی به نوعی تبرئه شدند، وی به حکم دادگاه اعدام شد. احمد کسروی؛ وکیل پزشک احمدی و سرپاس مختاری بود و در دادگاه از او دفاع کرد. کسروی با استناد به مدارک و ارائهٔ آن‌ها به دادگاه، خواستار تبرئهٔ احمدی شد. متن دفاعیات احمد کسروی از سرپاس مختاری و پزشک احمدی نخست در نشریهٔ پرچم (۱۳۲۱–۱۳۲۲) و در دورهٔ معاصر، در کتابی مستقل منتشر شد. دربارهٔ مرگ فرخی یزدی، کسروی در همین کتاب مشخصاً ذکر می‌کند:
تعجب می‌کنم که فرخی، به حکایت پرونده، چند مرض مهلکی از نفریت و مالاریای مزمن و مانند اینها داشته و چون مرده، طبیب قانونی مرگ او را عادی دانسته و جواز دفن صادر کرده، با این حال اصرار می‌کنند که او را کشته‌شده با دست احمدی وانمایند و به تکلفات باور نکردنی می‌پردازند.
کسروی در بخشی دیگر از این کتاب نیز توضیحاتی دربارهٔ مرگ جعفرقلی‌خان سردار اسعد ارائه می‌نماید که در همان ایام، ارسلان خلعتبری (وکیل خانوادهٔ سردار اسعد در محاکمهٔ پزشک احمدی) به دلایل کسروی پاسخ داد.
سرانجام دادگاه دیوان عالی جنایی، در ۳۰ بهمن ۱۳۲۲ احمدی را قاتل عمدی محمد فرخی یزدی و جعفرقلی‌خان بختیاری (سردار اسعد) شناخت و در نهایت او را به اعدام محکوم کرد. این حکم در مورد پرتو اجرا شد و بدن وی در میدان توپخانه بر بالای دار رفت.

## اعدام
غلامحسین بقیعی که از شاهدان عینی مراسم اعدام پزشک پزشک احمدی می‌باشد، در کتاب خاطرات خود در این مورد می‌نویسد:
یکی از مسایل مهم روز که پیوسته در مطبوعات منعکس می‌شد، محاکمه پزشک احمدی بود. یک روز روزنامه فروش‌ها داد می‌زدند: فوق‌العاده! پزشک احمدی رو به دار زدن! فردا در میدان توپخانه! فوق‌العاده! اذان صبح خود را به آنجا رساندم. غوغای غریبی بر پا بود. یک تیر چوبی بسیار بلند با قرقره و طناب مخصوص در ضلع غربی میدان به چشم می‌خورد. نماینده دادستان حکمش را قرائت نمود و قاضی عسکر گفت: استغفار و توبه کند و از مأموران تقاضا نمود که اجازه دهند محکوم دو رکعت نماز بخواند. پس از نماز روی چهارپایه زیر چوبه دار ایستاد و فریاد زد: «ای مردم من قاتل نیستم، یگانه گناهم اینه که دستور مافوقم را اجرا کرده‌ام و حالا چون از همه ضعیف‌ترم، همه چیز به گردن من افتاده، قاتل اصلی سرتیپ مختار و خود رضا شاهه» پاسبان‌ها بیش از این مهلت ندادند، حلقه طناب را به گردنش انداختند و به سرعت بالا کشیدند.